# Kottmar (obec)
Kottmar (hornolužickosrbsky Kotmar) je obec v Horní Lužici v německé spolkové zemi Sasko. Nachází se v zemském okrese Zhořelec a má přibližně 7 100 obyvatel. Je pojmenována podle vrchu Kottmar (582 m).

## Historie
Obec Kottmar vznikla s účinností od 1. ledna 2013 sloučením obcí Eibau, Niedercunnersdorf a Obercunnersdorf.

## Správní členění
Obec Kottmar se dělí na 7 místních částí:
- Eibau, včetně vsí Kottmarhäuser a Löbauer Wiese
- Kottmarsdorf
- Neueibau
- Niedercunnersdorf
- Obercunnersdorf
- Ottenhain
- Walddorf

## Osobnosti
Eibau:
- Christian August Pescheck (1760–1833), německý lékař a spisovatel
- Julius Frühauf (1829–1898), ekonom a politik
- August Israel (1836–1906), pedagog
- Hermann Rudolph (1865–1946), německý teosof
- Martin Weise (1891–1952), pedagog
- Arthur Apelt (1907–1993), dirigent

Obercunnersdorf:
- Karl Eiffler (1896–1974), malíř
- Gerhard Schnitter (* 1939), skladatel duchovní hudby a hudebník

Niedercunnersdorf:
- Ernst Wilhelm Leberecht Tempel (1821–1889), astronom
- Fritz Arlt (1912–2004), národněsocialistický funkcionář odpovědný za etnické čistky v okupovaném Polsku